# Chéries-Chéris
Chéries-Chéris, паризький фестиваль геївських, лесбійських, транс- та ++++ фільмів (фр. Festival de films gays, lesbiens, trans et ++++ de Paris), заснований у 1994 році під назвою Паризький фестиваль геївських і лесбійських фільмів (фр. Festival de films gays et lesbiens de Paris, FFGLP). Спеціалізований кінофестиваль фільмів ЛГБТ-тематики має міжнародний статус та проводиться щороку в Парижі (Франція) у жовтні або листопаді протягом 10 днів.

## Історія
Фестиваль був заснований у 1994 році журналісткою Елізабет Лебовікі́ і режисерами Філіп Бруксом і Янном Бове під назвою Паризький фестиваль геївських і лесбійських фільмів (фр. Festival de films gays et lesbiens de Paris, FFGLP). Спочатку місцем проведення фестивалю був паризький Американський культурний центр (англ. American Center). Після його закриття, фестиваль переїхав у 1998 році в Forum Des Images в торговельному центрі Форум де Аль (фр. Forum Des Halles). У 2006—2008 роках у зв'язку з реконструкцією Forum Des Images проведення кінофестивалю було перенесено у найбільший паризький кінотеатр Le Grand Rex. З 2009 року він повернувся до Forum Des Images.
Від часу заснування і аж до 2006 року на кінофестивалі не присуджували жодних нагород. У 2007 році телевізійним каналом Canal+ була встановлена премія за найкращий короткометражний фільм, яку в 2009 році замінив Приз Chéries-Chéris від телеканалу Pink TV. У 2010 році кількість нагород було розширено.
З 2009 року фестиваль має нинішню назву.

### Нагороди фестивалю
- Гран-прі / Grand prix
- Приз за акторську гру (інтерпретацію) / Prix d'interprétation
- Гран-прі за найкращий документальний фільм / Grand prix Chéries-Chéris du film documentaire
- Приз Pink TV за документальний фільм / Prix Pink TV du film documentaire
- Гран-прі Chéries-Chéris — Pink TV за короткометражний фільм / Grand prix Chéries-Chéris — Pink TV du court métrage
- Спеціальні нагороди

## Партнери
Фестиваль проводиться за підтримки Міністерства культури і зв'язку Франції, Регіональної ради з питань культури Іль-де-Франс, міста Париж, Національного інституту профілактики і освіти в галузі охорони здоров'я (фр. Institut national de prévention et d'éducation pour la santé) часопису Têtu і телеканалу Pink TV.

## Гран-прі кінофестивалю
Ігрове кіно
| Рік  | Назва українською                       | Оригінальна назва                | Режисер                            | Країна             |
| ---- | --------------------------------------- | -------------------------------- | ---------------------------------- | ------------------ |
| 2010 | Дядько Девід                            | Uncle David                      | Девід Гойл, Гері Рейх, Майк Ніколс | Велика Британія    |
| 2011 | Ромео                                   | Romeos                           | Сабіна Бернарді                    | Німеччина          |
| 2012 | У дзеркалі (інша назва: Іранська жінка) | آینه‌های روبرو, Aynehaye Rooberoo | Негар Азарбайджані                 | Іран               |
| 2013 | Нур                                     |                                  | Гійом Джованетті, Калья Зенцірчі   | Франція / Пакистан |
| 2014 | Наш запах                               | The Smell of Us                  | Ларрі Кларк                        | Франція            |
| 2015 | Там, де є тінь                          | De l'ombre il y a                | Натан Ніхолович                    | Франція            |
| 2016 | Орнітолог                               | L'Ornitologue                    | Жоау Педро Родрігеш                | Португалія         |